# Oliver Knussen

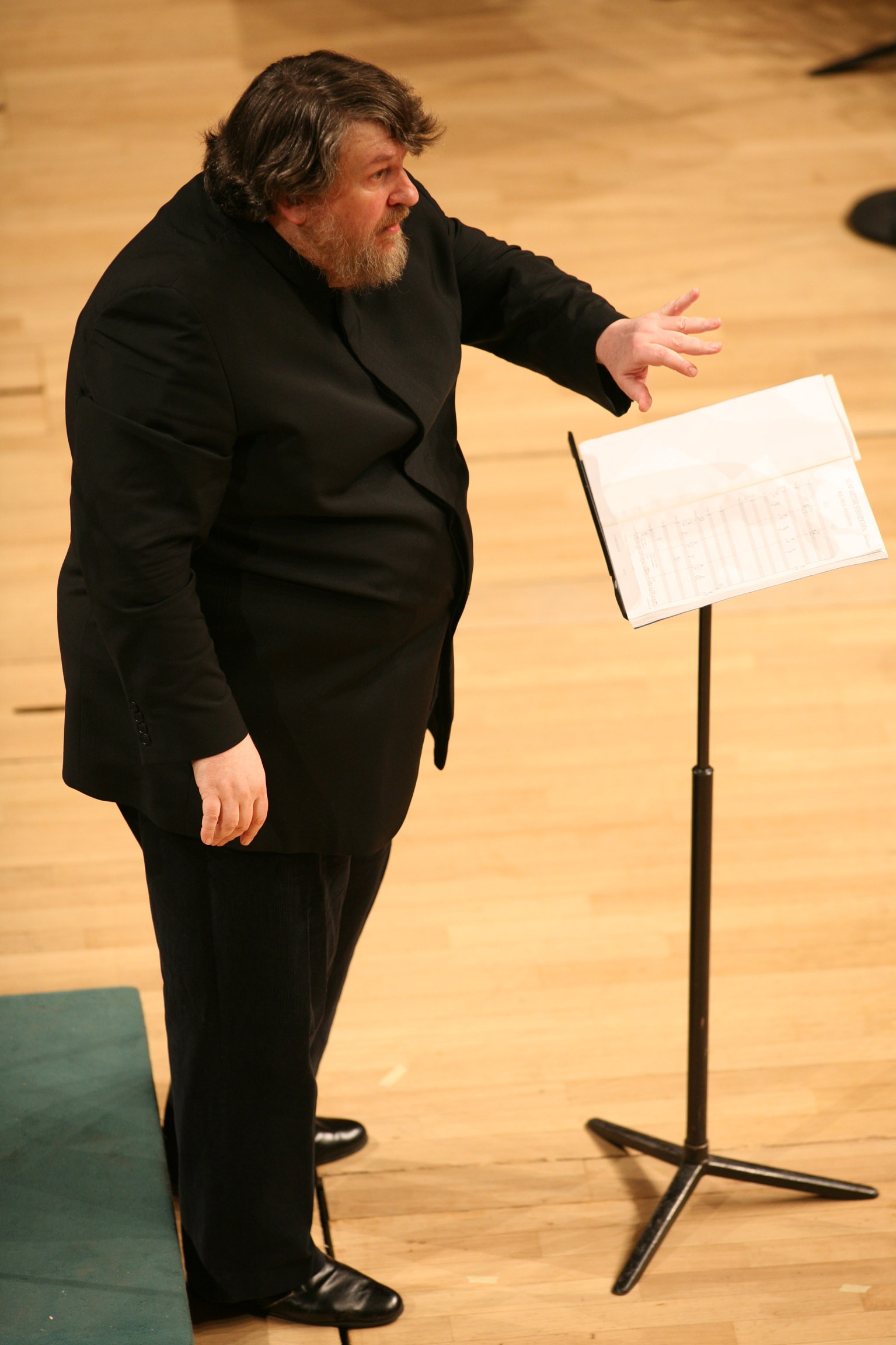
Oliver Knussen (2008)

Stuart Oliver Knussen CBE (* 12. Juni 1952 in Glasgow; † 8. Juli 2018) war ein britischer Komponist und Dirigent.

## Leben
Sein Vater Stuart Knussen war Stimmführer der Kontrabässe beim London Symphony Orchestra. Knussen studierte von 1963 bis 1969 Komposition bei John Lambert und wurde bald von Benjamin Britten gefördert. Während einiger Sommermonate studierte er bei Gunther Schuller anlässlich des Tanglewood Music Festivals. Er war von 1983 bis 1998 künstlerischer Leiter des Aldeburgh Festivals und leitete zwischen 1986 und 1993 den Bereich zeitgenössischer Musik beim Tanglewood Music Festival. Von 1998 bis 2002 war er Musikdirektor der London Sinfonietta.
1968 debütierte Knussen als Komponist und Dirigent, als er seine schon als Teenager geschriebene 1. Symphonie mit dem London Symphony Orchestra uraufführte. Seine beiden Hauptwerke aus den 1980er Jahren sind die „Kinderopern“ Where the Wild Things Are und Higglety Pigglety Pop!, beide über Libretti von Maurice Sendak.
1990 erhielt er den Stoeger Prize für sein kammermusikalisches Schaffen, und 1994 wurde er zum Commander of the Order of the British Empire ernannt sowie als Ehrenmitglied in die American Academy of Arts and Letters gewählt.
2014 wurde Knussen der erste Richard Rodney Bennett Professor of Music an der Royal Academy of Music in London, wo er kurz vor seinem Tod auch mit einem Ehrendoktorat gewürdigt wurde. Als Kompositionsprofessor bekannte er sich zu einem Stilpluralismus. Er wollte den Studierenden nicht eine bestimmte Richtung vorgeben, sondern sie auf ihrem eigenen Weg beratend begleiten.
Oliver Knussen lebte in Snape (Suffolk). Er starb im Juli 2018 im Alter von 66 Jahren.
Knussens Nachlass befindet sich seit 2018 in der Paul-Sacher-Stiftung Basel.

## Weitere Auszeichnungen
- Ivor Novello Award for Classical Music
- ISM Distinguished Musician Award
- The Queen’s Medal for Music (2015[7])

## Werke (Auswahl)
- 2. Symphony, für Soprano und Kammerorchester, op. 7 (Margaret Grant Prize, Tanglewood 1971)
- Hums and Songs of Winnie-the-Pooh (1970–1983)
- Music for a Puppet Court (Puzzle Pieces for 2 chamber orchestras after John Lloyd) (ded. to Peter Maxwell Davies), op. 11 (1972, revidiert 1983)
- Océan de Terre (1972–1973)
- Ophelia Dances, Book 1, op. 13 (Koussevitzky centennial commission, 1975)
- Trumpets (1975)
- Triptych (Autumnal, Sonya’s Lullaby, Cantata, 1975–1977)
- Coursing, für Kammerorchester, op. 17 (1979)
- 3. Symphony, op. 18 (1973, revidiert 1979)
- The Way to Castle Yonder, op. 21a (1988–90)
- Flourish with Fireworks, for large orchestra, op. 22 (1988; rev. 1993)
- Horn Concerto für Horn und Orchester, op. 28 (1994), Erstaufführung in Tokio mit Barry Tuckwell
- Violin Concerto (Pinchas Zukerman gewidmet), op. 30 (2002)

## Oliver Knussen Chair of Composition
Die Royal Academy of Music benennt ihre Professur für Komposition seit 2019 nach Oliver Knussen. Diese Professur, den Oliver Knussen Chair of Composition, hat seitdem der dänische Komponist Hans Abrahamsen inne.